# سوزانا باراديس
سوزانا باراديس (بالإنجليزية: Suzanne Paradis)‏ (27 أكتوبر 1936، مدينة كيبك في كندا)؛ كاتِبة وشاعرة كندية.